# Clidemia repens
Clidemia repens är en tvåhjärtbladig växtart som beskrevs av José Jéronimo Triana. Clidemia repens ingår i släktet Clidemia och familjen Melastomataceae.
Artens utbredningsområde är Colombia. Inga underarter finns listade i Catalogue of Life.